# Быстрый (эсминец, 1936)
«Бы́стрый» — эскадренный миноносец проекта 7 Черноморского флота СССР, участник Великой Отечественной войны. Дважды был потоплен, после войны был поднят и разобран на металл.

## История
Заложен 17 апреля 1936 на заводе имени 61-го Коммунара в Николаеве. На воду был спущен 5 ноября 1936 года, вступил в строй после ремонтов 7 марта 1939 года. С началом Великой Отечественной войны был включён в систему ПВО базы Черноморского флота. 1 июля 1941 был направлен на ремонт в Николаев.
«Быстрый» вышел в 14:00 из Южной бухты Севастополя и через 10 минут при проходе первой линии бонов (глубина 14-16 м) наткнулся на донную мину, выставленную немецким самолётом ещё в самую первую ночь войны 22 июня. Раздался мощный взрыв, после которого судно подбросило вверх и вправо. 24 человека из экипажа погибли, 81 был ранен (около половины личного состава итого). После взрыва начал описывать циркуляцию вправо и, немного не дойдя до Константиновского равелина, остановился с креном на левый борт: его затормозил левый якорь, самопроизвольно отдавшийся в момент взрыва. Котельные отделения № 1 и № 2 были затоплены, через 10 минут после взрыва вода заполнила все помещения до 109-го шпангоута и между 159-м и 185-м шпангоутами. Крен на левый борт достиг 15°, нос сел на грунт. Примерно в 15:00 вокруг эсминца вспыхнул вытекший из цистерн мазут.
После взрыва пришлось эвакуировать оставшийся в живых личный состав. На помощь подошли три спасательных судна, но пожар удалось потушить только к полуночи. Эсминец к тому времени почти полностью затонул: над водой возвышались только надстройка и часть полубака. На следующее утро начались спасательные работы (к тому моменту нос сидел на грунте на глубине 6 м, а корма на 12 м). Первым делом были сняты орудия калибром 130 мм, полуавтоматические пушки 45 мм и КДП, однако вскоре начался шторм. Положение эсминца было определено безнадёжным, а через два дня под ударами волн носовая часть корпуса отломилась по 34-му шпангоуту. 13 июля корабль был поднят аварийно-спасательной службой флота и поставлен в док. При детальном осмотре выяснилось, что восстановить корабль будет чрезвычайно трудно: корпус в районе котельных отделений и между 34-м и 86-м шпангоутами был сильно деформирован, киль перебит, в районе взрыва (58-70 шпангоуты) зияла огромная пробоина размером 5×3,5 м. Тем не менее, 30 августа корпус эсминца вывели из дока и отбуксировали в Килен-бухту для продолжения ремонта на плаву. Однако вскоре во время авианалета в него попало несколько бомб. «Быстрый» вторично затонул.
Носовая часть «Быстрого» осенью 1941 года была использована для восстановления «Беспощадного», а из снятых 130-мм орудий сформировали береговую батарею № 112. Только после войны корабль был поднят и разобран на металл.

## Командиры
- Яковлев, Василий Данилович (сентябрь 1938 — ноябрь 1940)
- исполняющий обязанности, капитан 2 ранга Сергеев, Сергей Михайлович ( ? — июль 1941)